# Polk (Nebraska)
Polk é uma vila localizada no estado americano de Nebraska, no Condado de Polk.

## Demografia
Segundo o censo americano de 2000, a sua população era de 322 habitantes.
Em 2006, foi estimada uma população de 299, um decréscimo de 23 (-7.1%).

## Geografia
De acordo com o United States Census Bureau, a localidade tem uma área de 1,3 km², sem área coberta por água. Polk localiza-se a aproximadamente 331 m acima do nível do mar.

## Localidades na vizinhança
O diagrama seguinte representa as localidades num raio de 20 km ao redor de Polk.